# Coprosma areolata
Coprosma areolata (Engels: thin-leaved coprosma) is een plantensoort uit de sterbladigenfamilie (Rubiaceae). Het is een bossige hoge struik die een groeihoogte tot 3 meter kan bereiken. De schors heeft een grijze tot vaalgrijze kleur en de slanke takken zijn fijn behaard. Aan de takken groeien paren kleine dunne puntige bladeren, die geelgroen tot bruingroen van kleur zijn.
De soort komt voor in Nieuw-Zeeland, zowel op het Noordereiland, het Zuidereiland als op Stewarteiland. Hij groeit daar in vochtige laaglandbossen en lager gelegen bergbossen.